# Cyclopsitta diophthalma
Cyclopsitta diophthalma là một loài chim trong họ Psittacidae.

## Hình ảnh

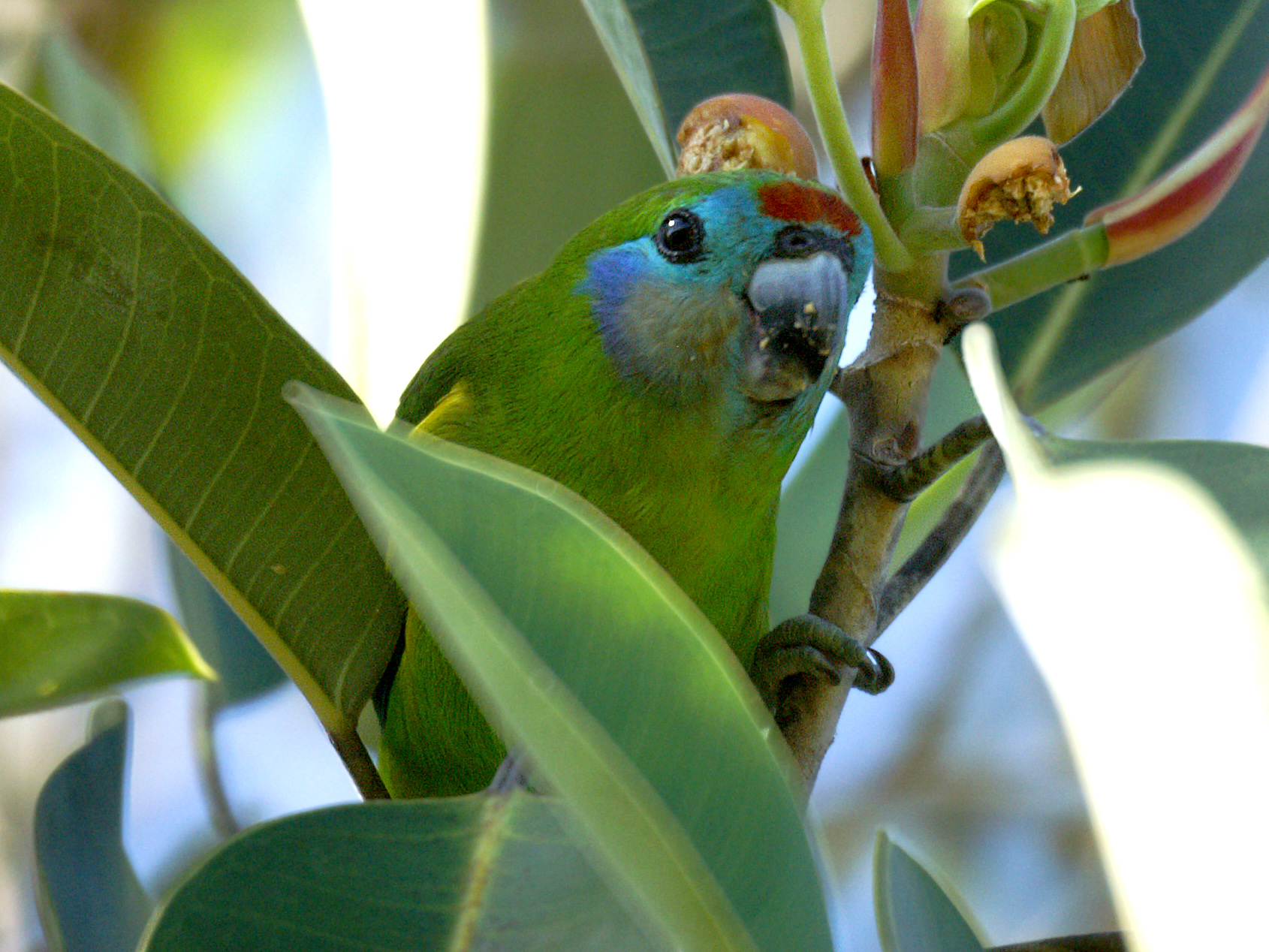
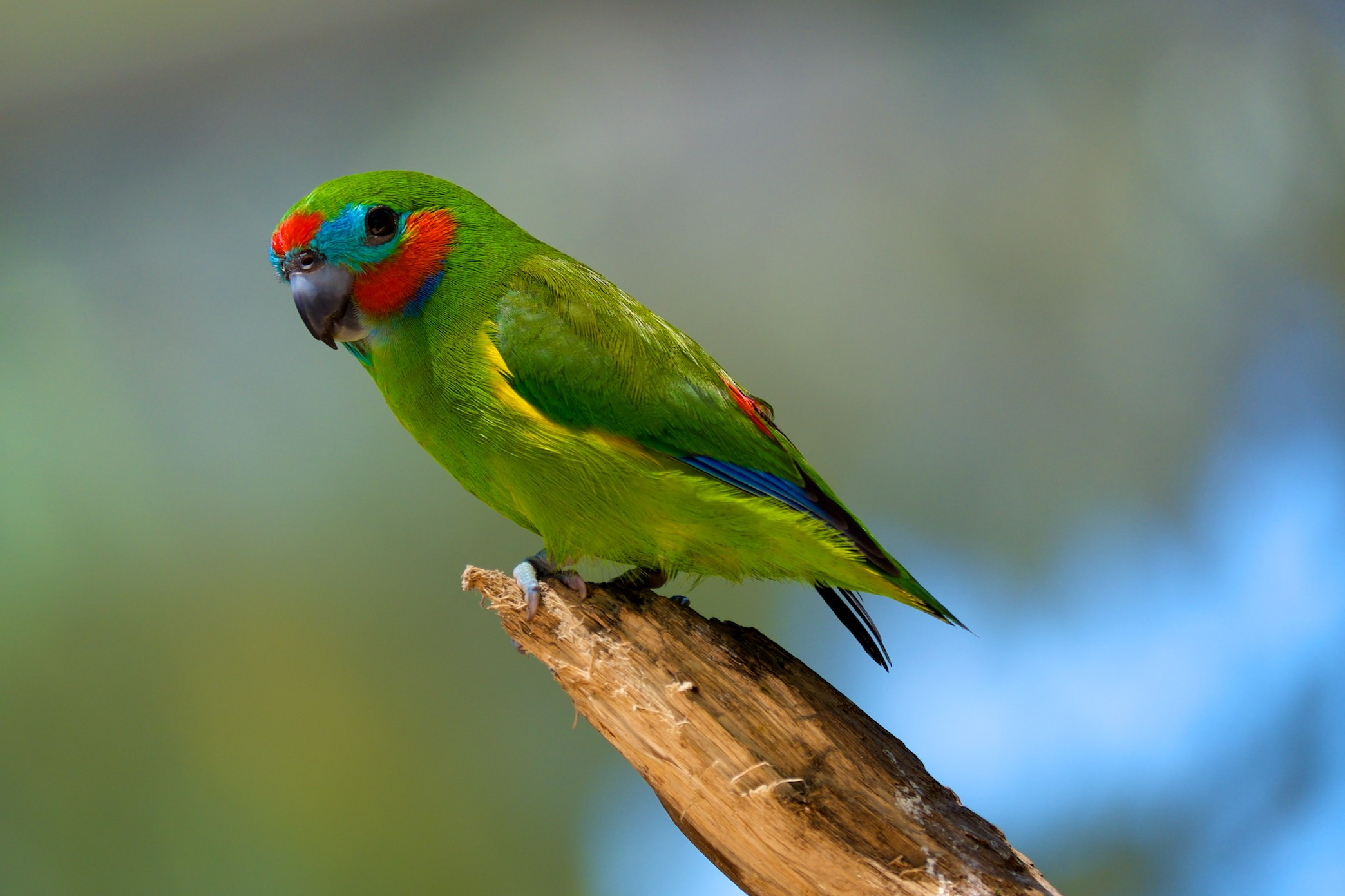
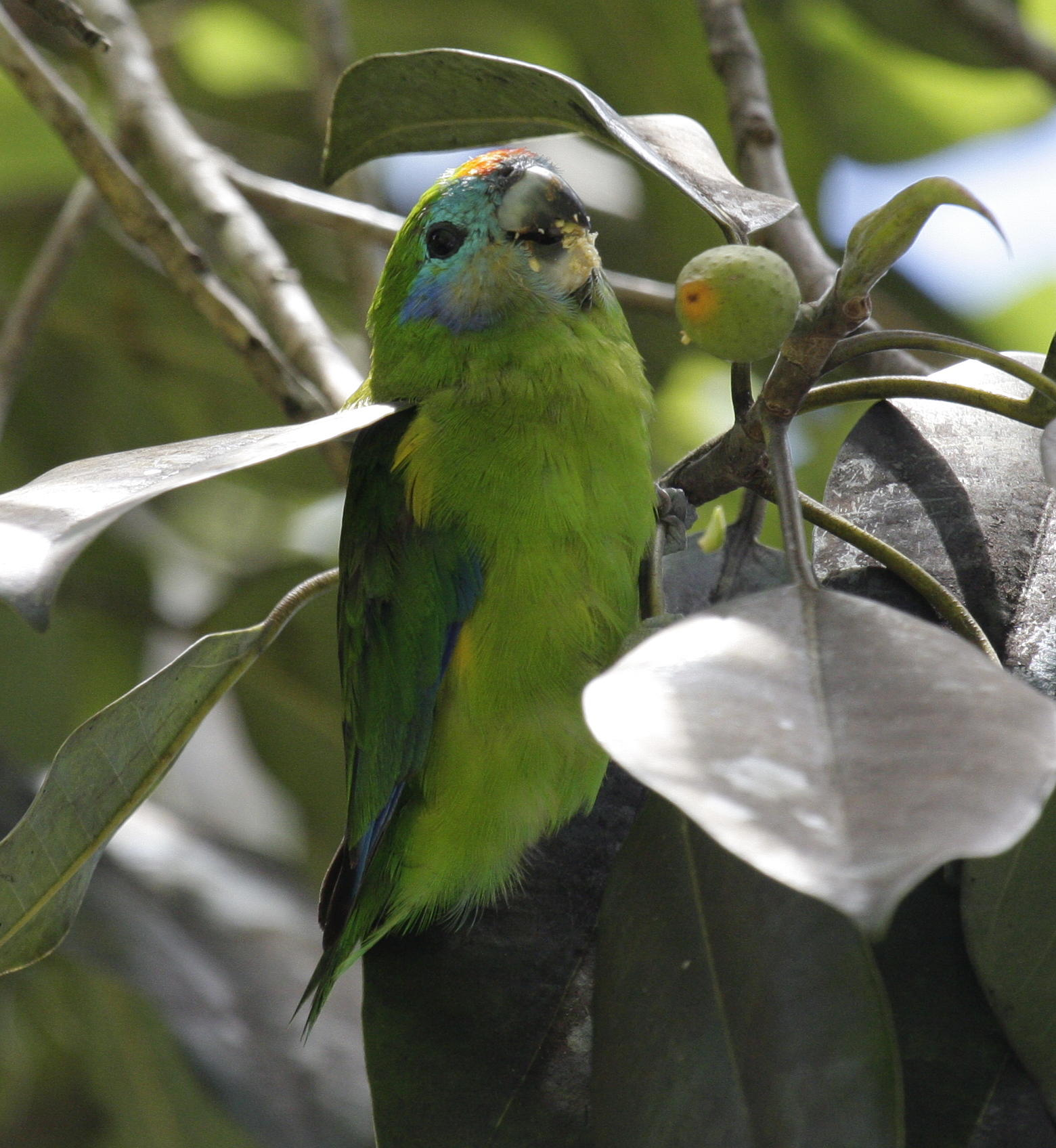
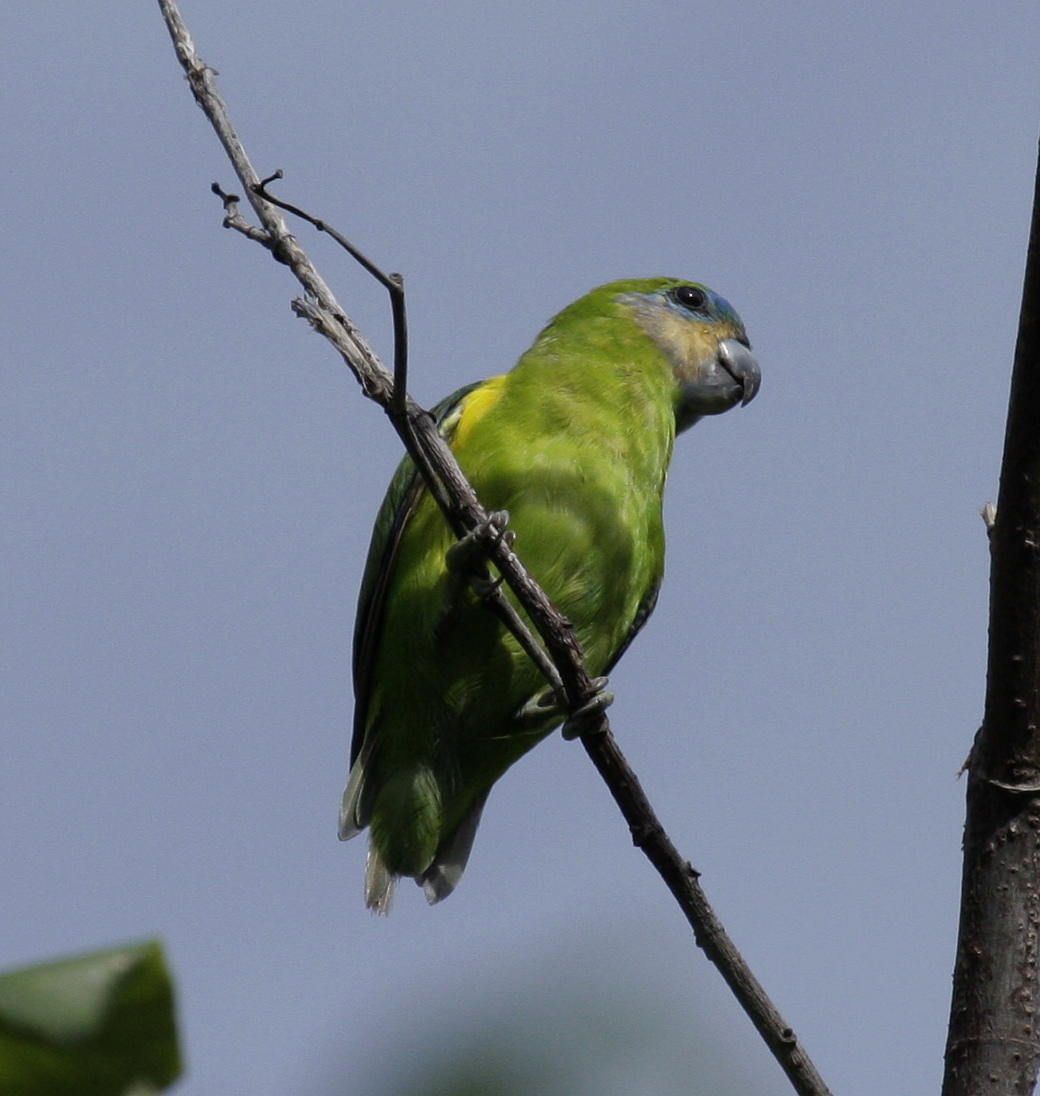
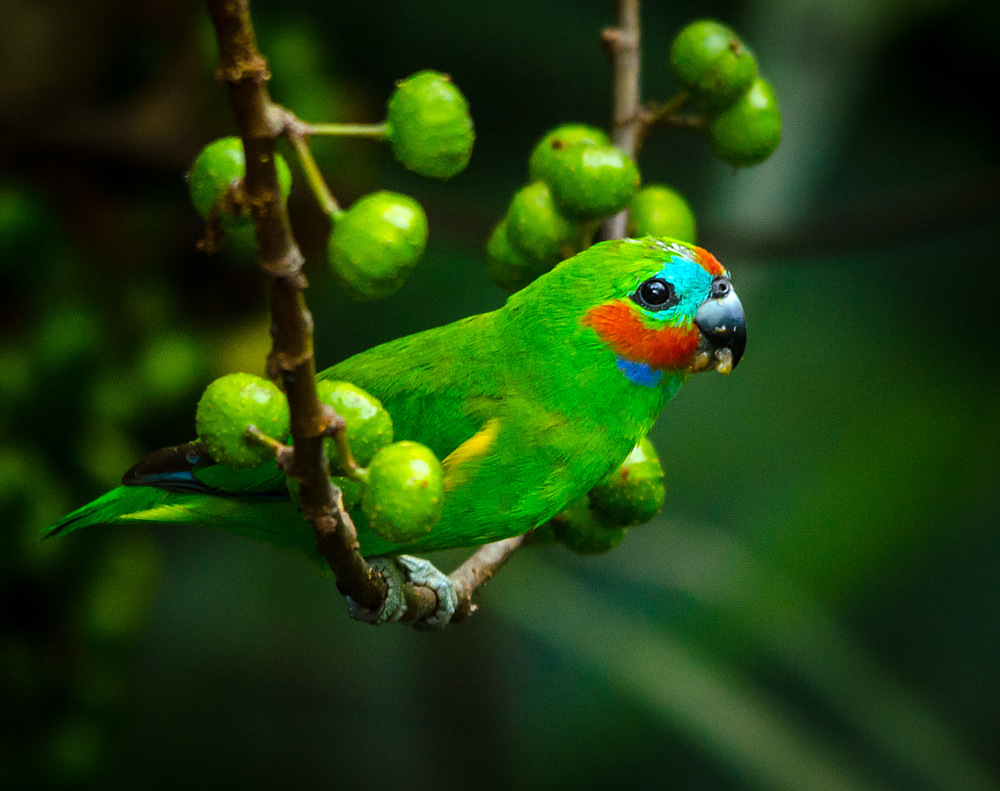